# Sam Westley
Sam Westley (Luton, 4 februari 1994) is een Engelse voetballer die bij voorkeur als verdediger speelt. In de zomer van 2015 werd hij door West Ham United voor één seizoen uitgeleend aan VVV-Venlo.

## Carrière
Westley doorliep de jeugdopleidingen van achtereenvolgens Birmingham City, Stoke City, Ipswich Town en West Ham United. In de voorbereiding op het seizoen 2015-2016 werd hij overgeheveld naar de selectie van het eerste elftal van West Ham United. Tijdens de beide duels voor de Europa League tegen FC Lusitanos op 2 juli en 9 juli 2015 zat de verdediger op de reservebank, maar viel hij niet in.
Op de allerlaatste dag van de zomertransferperiode werd Westley door zijn club verhuurd aan VVV-Venlo. Deze overgang werd door beide clubs beschouwd als een eerste stap in een samenwerkingsverband.
Op vrijdag 1 april 2016 maakte Westley zijn competitiedebuut namens VVV-Venlo in de thuiswedstrijd tegen FC Den Bosch (2-1 winst). Na afloop van het seizoen keerde de verdediger weer terug naar zijn eigen club.

## Clubstatistieken
| Seizoen                                | Club            | Competitie      | Competitie | Competitie | Beker | Beker | Internationaal | Internationaal | Overig | Overig | Totaal | Totaal |
| Seizoen                                | Club            | Competitie      | Wed.       | Dlp.       | Wed.  | Dlp.  | Wed.           | Dlp.           | Wed.   | Dlp.   | Wed.   | Dlp.   |
| -------------------------------------- | --------------- | --------------- | ---------- | ---------- | ----- | ----- | -------------- | -------------- | ------ | ------ | ------ | ------ |
| 2015/16                                | West Ham United | Premier League  | 0          | 0          | 0     | 0     | 0              | 0              | 0      | 0      | 0      | 0      |
| 2015/16                                | → VVV-Venlo     | Eerste divisie  | 1          | 0          | 0     | 0     | 0              | 0              | 0      | 0      | 1      | 0      |
| 2016/17                                | West Ham United | Premier League  | 0          | 0          | 0     | 0     | 0              | 0              | 0      | 0      | 0      | 0      |
| Carrière totaal                        | Carrière totaal | Carrière totaal | 1          | 0          | 0     | 0     | 0              | 0              | 0      | 0      | 1      | 0      |
| Bijgewerkt tot en met 24 februari 2017 |                 |                 |            |            |       |       |                |                |        |        |        |        |